# Districte de Şabran
Şabran (àzeri: Şabran), és un districte de l'Azerbaidjan amb el centre administratiu a la ciutat de Şabran.

## Història
El districte de Davatxi (àzeri: Dəvəçi) va ser fundat el 8 d'agost de 1930. En 1963 va ser eliminat i inclòs al districte d'Abşeron, però en 1965 el districte va ser restablert de nou. En 1992, el nou districte de Siyəzən va ser format a base del districte de Davatxi per l'ordre de l'Assemblea Nacional, que va incloure part del territori del districte de Davatxi. En 2010 el districte de Davatxi va ser renombrat com a districte de Şabran (àzeri: Şabran rayonu).